# 恩戈爾庫
恩戈爾庫（法語：N'Gorkou），是馬里的城鎮，位於該國中部，由通布圖區的尼亞豐凱省負責管轄，面積879平方公里，海拔高度268米，2009年人口24,381，人口密度每平方公里28人。